# Lucien Bernot
Lucien Bernot (Gien, 2 december 1919 - 14 juli 1993) was en Frans etnoloog en oriëntalist.
Bernot slaagde voor Chinees aan de Institut national des langues et civilisations orientales in 1947 en daarna maakte hij zich het Tibetaans en Birmaans eigen. Hij werd doctor in de Letteren in 1967.
Lucien Bernot gaf leiding aan het onderzoek op de Centre National de la Recherche Scientifique van 1947-1964, was studiedirecteur van 1964-1978 op de École pratique des hautes études-VIe section en was van 1978 tot 1985 professor aan het Collège de France en in deze functie verbonden aan de leerstoel Sociografie van Zuidoost-Azië. In 1969 was hij bezoekend professor aan de Universiteit van Montreal.
- Biblioteca Nacional de España: XX1110190
- Bibliothèque nationale de France: cb11891586q (data)
- Gemeinsame Normdatei: 118851306
- International Standard Name Identifier: 0000 0001 1445 8328
- Library of Congress Control Number: n87138697
- Nationale Bibliotheek van Israël: 987007300643805171
- Nederlandse Thesaurus van Auteursnamen: 067924700
- Système universitaire de documentation: 026723069
- Virtual International Authority File: 61541795
- WorldCat: E39PBJhMmyHbpPdJDFMg6gcgKd